# Football Club Grenoble (basket-ball)
Pour le club omnisports, voir Football Club de Grenoble (omnisports).
Pour les articles homonymes, voir Football Club de Grenoble et FCG.
Le Football Club Grenoble basket-ball est un club de basket-ball français basé à Grenoble, aujourd'hui disparu. Il s'agissait d'une section du club omnisports du Football Club de Grenoble.
Il est double Champion de France en 1943 et 1944.

## Histoire
Le club dispute le championnat de France de basket-ball de Nationale 1 entre les deux guerres, il est surtout connu pour ses bonnes prestations à partir des années 1940, en comptant en son sein plusieurs joueurs de renoms, dont notamment Robert Busnel.
En 1942, le FC Grenoble Basket-ball termine à la deuxième place de la Coupe Gorge-Fournier derrière l'AS Montferrand.

### Double Champion de France 1943et 1944
Le FC Grenoble Basket-ball remporte deux championnats de France gagnés consécutivement au Stade Pierre-de-Coubertin en 1943 contre l'US Métro par 26-19 et au Stade Roland-Garros en 1944 toujours contre l'US Métro par 23-12.
Si les joueurs ne sont pas directement payés pour la pratique de leur sport, ils bénéficient cependant de conditions favorables pour jouer au basket puisque le plupart sont employés par Le Petit Dauphinois et cet avantage sur les autres formations suscite ainsi des jalousies.
Au lendemain de la victoire du FCG en championnat de France en 1943, un journaliste écrit : "Les amateurs du Métro ont été battus par les pros de Grenoble".
Les Grenoblois sont alors accablés par cette accusation, mais la situation va rapidement se retourner, en effet ce jour fut le début de la gloire et de la considération pour cette équipe. Le professionnalisme est venu à Grenoble et de partout on leur offrait de l'argent pour jouer au basket.
En février 1945, en pleine saison, les joueurs majeurs du FC Grenoble démissionnent en bloc à la suite de la suspension de la publication du journal quotidien Le Petit Dauphinois pour avoir continué à être publié durant la Seconde Guerre mondiale et l'occupation allemande, ce qui oblige alors le club à solliciter la mise en congé de sa propre section masculine.
Plusieurs joueurs dont Robert Busnel, Guy Chenel, Jean Duperray et André Gœuriot signent en faveur du club grenoblois concurrent, la Française Olympique de Grenoble avant de s’engager pour le club de l'ESSMG Lyon qui sera champion de France en 1946 contre Championnet par 34-28.
Depuis 2003, c'est le Grenoble Basket 38 qui défend les couleurs grenobloises dans les championnats de la FFBB.

## Équipe féminine
Le FC Grenoble avait aussi une équipe féminine, finaliste de Zone libre du Championnat de France en 1942 défait 14-18 par le Club olympique Périgueux-Ouest.

## Palmarès
- Championnat de France :
  - Champion   : 1943 et 1944

- Coupe Gorce-Fournier :
  - Deuxième  : 1942

### Les finales du FC Grenoble
En championnat de France de première division  
| Date de la finale | Vainqueur   | Score                  | Finaliste | Lieu de la finale                |
| ----------------- | ----------- | ---------------------- | --------- | -------------------------------- |
| 9 mai 1943        | FC Grenoble | 26 – 19 (mt : 12 – 13) | US Métro  | Stade Pierre-de-Coubertin, Paris |
| 23 avril 1944     | FC Grenoble | 23 – 12 (mt : 13 – 7)  | US Métro  | Stade Roland-Garros, Paris       |

## Joueurs marquants du club
| Champions de France d'Excellence | 1942-1943 : Boube • Charles • Gœuriot • Dupperray • Fabrikant • Peyrard • Chaumont • Busnel (C.) 1943-1944 : Fabrikant • Boube • Chaumont • Busnel (C.) • Charles • Dupperray • Gœuriot • Chenel |

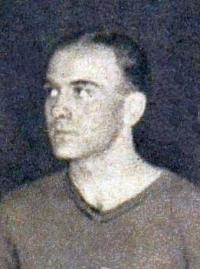
Robert Busnel, icône du FC Grenoble.

- Robert Busnel[11]
- Wladimir Fabrikant[12]
- Guy Chenel
- Jean Duperray
- André Gœuriot

## Internationaux français

### Équipe de France de basket-ball en 1942
- Robert Busnel

| Date          | Lieu                                   | Adversaire | Score          | Compétition |
| 26 avril 1942 | Palais de la houille blanche, Grenoble | Suisse     | Victoire 24-16 | Amical      |

### Équipe de France de basket-ball en 1943
- Robert Busnel[11]
- Wladimir Fabrikant[12]

| Date        | Lieu     | Adversaire | Score          | Compétition |
| 7 mars 1943 | Toulouse | Espagne    | Victoire 25-24 | Amical      |

## Infrastructures

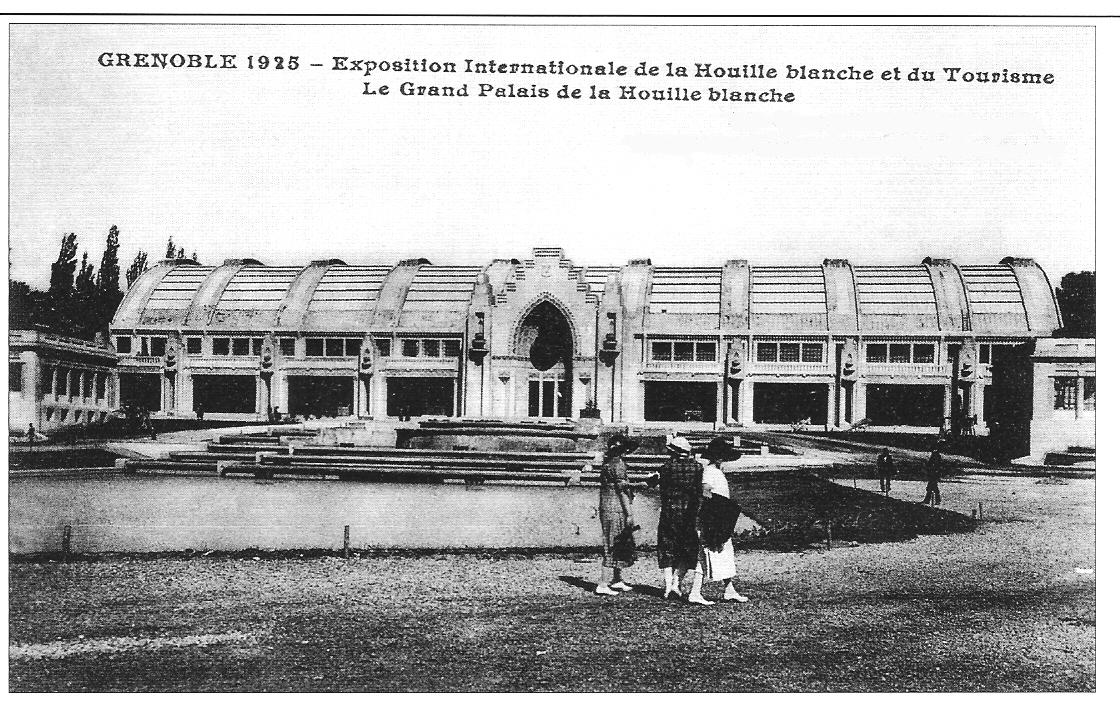
Le Palais de la houille blanche à Grenoble.

Le FCG joue à domicile au Palais de la houille blanche.
Bâtiment en ciment armé de 102 mètres de long, 37 mètres de large et 18 mètres de haut situé dans le quartier Exposition-Bajatière sur l'actuel Parc Paul-Mistral.
Le 2 avril 1944, lors de la victoire 29 – 21 en demi-finale du championnat de France contre le Championnet Sports, 4 000 spectateurs s'étaient entassés sous la verrière ensoleillée du palais de la houille blanche.